# محمد آمیسی
محمد آمیسی (انگلیسی: Mohamed Amissi؛ زادهٔ ۳ اوت ۲۰۰۰) بازیکن فوتبال اهل بلژیک است.
از باشگاه‌هایی که در آن بازی کرده است می‌توان به باشگاه فوتبال ناک بردا اشاره کرد.
وی همچنین در تیم ملی فوتبال بوروندی بازی کرده است.